# Friedrich Justin von Bruiningk
Friedrich Justin von Bruiningk (* 22. Mai 1707 in Narwa; † 28. Februar 1774 auf dem Wesselshof) war ein deutsch-baltischer Theologe und führendes Mitglied in der estländischen Herrnhuter Brüdergemeine.

## Leben
In den ersten Jahren seiner Kindheit lebte Friedrich Justin Bruiningk bei seiner Großmutter, er erhielt ab 1715 häuslichen Unterricht und studierte von 1725 bis 1729 Theologie in Jena. Im Jahre 1729 wurde er Magister der Philosophie und lebte in Halle. Nach seiner Rückkehr nach Riga assistierte er erst seinem Vater und übernahm 1735 die Pastorenstelle in Wolmar. 1736 wurde er als Assistent beim Oberkonsistorium eingestellt und zum Propst ernannt.
Nach mehreren Zusammenkünften mit Nikolaus Ludwig von Zinzendorf wurde er 1736 Anhänger der Herrnhuter Brüdergemeine und 1741 deren Mitglied. 1743 wurde er zum Vorsteher der Herrnhuter Brüdergemeine in Lettland gewählt, er legte aber bereits 1746 seine Ämter nieder und siedelte sich in Ronneburg-Neuhof (Livland) an. 1751 besuchte er Herrnhuter-Gemeinen in Deutschland, Holland und England und zog 1758 nach Brinkenhof.

## Herkunft und Familie
Sein Vater Heinrich Brüningk (1675–1736) war Pastor an der deutschen St.-Johannis-Kirche zu Narwa und livländischer Generalsuperintendent. Er warr mit Martha Hedwig, geborene Lilljegren, verheiratet. Aus dieser Familie sollte später das deutsch-baltische Adelsgeschlecht Bruiningk erwachsen. Justin war in 1. Ehe mit Helene Schwarz († 1743); 2. Ehe Justina von Gavel († 1756) und in 3. Ehe mit Anna geborene von Tiesenhausen verheiratet.  Er gründete das estländische Zentrum der Herrnhuter-Gemeine, kaufte 1761 den Wesselshof, verbrachte hier den Mittelpunkt seines Lebens und errichtete 1766 ein Gutshaus, welches als Gemeine-Zentrum diente. 1770 erwarb er noch den Paulenhof. Mit ihm begann eine Reihe von geistlichen Führungspersonen in der Herrnhuter Brüdergemeine, hierzu zählten sein Sohn Heinrich (1738–1785) der zum Bischof geweiht wurde, und sein Enkelsohn Heinrich Friedrich (1773–1850).